# Municipio de Delaware (condado de Juniata)
El municipio de Delaware (en inglés: Delaware Township) es un municipio ubicado en el condado de Juniata en el estado estadounidense de Pensilvania. En el año 2000 tenía una población de 1.464 habitantes y una densidad poblacional de 19.2 personas por km².

## Geografía
El municipio de Delaware se encuentra ubicado en las coordenadas 40°35′00″N 77°15′29″O / 40.58333, -77.25806.

## Demografía
Según la Oficina del Censo en 2000 los ingresos medios por hogar en la localidad eran de $35,919 y los ingresos medios por familia eran de $38,920. Los hombres tenían unos ingresos medios de $29,605 frente a los $21,125 para las mujeres. La renta per cápita de la localidad era de $16,840. Alrededor del 7,4% de la población estaba por debajo del umbral de pobreza.